# 馮兆元
馮兆元，SBS（1951年1月7日—），前香港警務處副處長，1969年畢業於天主教崇德英文書院。於1972年加入香港警隊，任職見習督察，出任過多個不同崗位，包括刑事部主管及東九龍總區指揮官。於1988年至1990年期間，他被借調至英國蘇塞克斯郡出任警司。
1984年，馮兆元晉升為警司，於1994年晉升為總警司，於1997年晉升為警務處助理處長（刑事）。於2000年，他被調任至東九龍總區指揮官，於2001年晉升為警務處高級助理處長，兼任監管處處長，於2002年擢升為警務處副處長（管理）。
2008年1月7日，馮兆元退休。同日，行動處處長曾偉雄接任警務處副處長（管理）。

## 獲頒榮譽
- （1990年）殖民地警察長期服務獎章
- （1997年）殖民地警察勞績獎章
- （1997年）香港警察長期服務獎章
- （1997年）香港警察長期服務獎章加敘第一勳扣
- （2002年）香港警察長期服務獎章加敘第二勳扣
- （2005年）香港警察長期服務獎章加敘第三勳扣
- （2008年）銀紫荊星章